# DDCD
雙倍密度CD（Double Density Compact Disc, DDCD）是一項由Sony開發的光碟科技，使用與CD相同的雷射波長，即780奈米。這個格式描述於彩虹書中的紫皮書規格文件中。
它的直徑與CD相同為120公釐，但容量從650MB增大至1.3GB。因為它將原本的1.6微米的軌距縮小至1.1微米，並且把坑洞的最小長度從0.833微米縮小至0.623微米。它有三種格式：一般的DDCD-ROM、可燒錄的DDCD-R、可複寫的DDCD-RW。這三種格式也可應用在直徑80公釐的小光碟形式上。
這項科技未能在DVD格式流行之前佔有足夠的市場份額，所以在面對DVD優秀的容量能力時，DDCD迅速的消失於市場上。
唯一曾出現在市場上的DDCD燒錄器是Sony CRX200E。
在2006年版的SCSI多媒體指令集（SCSI Multimedia Commands）中，這項技術被標為「legacy」。

## 同見
- 彩虹書
- CD-R
- CD-RW
- 多層燒錄

## 外部連結
- WORLD PC EXPO 2000（页面存档备份，存于） with photos of That's Double Density CD-R by Taiyo Yuden